# Liste des vice-présidents de la république de Corée
 (janvier 2018).
Si vous disposez d'ouvrages ou d'articles de référence ou si vous connaissez des sites web de qualité traitant du thème abordé ici, merci de compléter l'article en donnant les références utiles à sa vérifiabilité et en les liant à la section « Notes et références ».
Le vice-président de la république de Corée (Corée:대한민국의 부통령 大韓民國副統領) est une position gouvernementale de la république de Corée créée en 1948 et abolie en 1960. 
Il était le numéro deux de l'État sud-coréen.

## Liste des vice-présidents de la République de Corée
|           |  | Nom            | Dates                         | Parti              | Notes          |
| 1         |  | Lee Si-yeong   | 24 juillet 1948 - 9 mai 1951  | Parti démocratique | Démissionnaire |
| (intérim) |  | Heo Jeong      | 10 mai 1951 - 16 mai 1951     | Parti démocratique |                |
| 2         |  | Kim Seong-su   | 17 mai 1951 - 29 mai 1952     | Parti démocratique | Démissionnaire |
| (intérim) |  | Jang Taek-sang | 30 mai 1952 - 14 août 1952    | Parti libéral      |                |
| 3         |  | Ham Tae-yeong  | 15 août 1952 - 14 août 1956   | -                  |                |
| 4         |  | Chang Myon     | 15 août 1956 - 23 avril 1960  | Parti démocratique |                |
| 5         |  | Lee Ki-bung    | 23 avril 1960 - 26 avril 1960 | Parti libéral      | Démissionnaire |